# Vepris undulata
Vepris undulata là một loài thực vật có hoa trong họ Cửu lý hương. Loài này được Verdoorn & C. A. Sm. miêu tả khoa học đầu tiên.